# Unione di Centro (1993)
L'Unione di Centro (UdC) è stato un partito politico liberale italiano fondato il 27 maggio 1993 da iniziativa di Raffaele Costa il quale, negli stessi giorni, dopo le dimissioni di Renato Altissimo veniva eletto segretario del Partito Liberale Italiano.

## "Scialuppa" liberale nel naufragio della Prima Repubblica
Nei mesi successivi Costa esercitò pienamente le funzioni di segretario del PLI, mantenendo di riserva l'UdC, utilizzandola come possibile sigla di riferimento in caso di importanti rimescolamenti del quadro politico, riorganizzando una autorevole presenza liberale chiaramente alternativa alla sinistra, nella quale potessero trovare spazio anche altre culture politiche laiche travolte dagli scandali di Tangentopoli (ex-repubblicani ed ex-socialisti riformisti).
In tal senso si proposero il termine "unione" e la caratterizzazione generica "di centro".

## Da alleata a componente interna di Forza Italia
Quando Berlusconi entrò in politica e il congresso del PLI decise lo scioglimento (febbraio 1994), Costa non aderì alla Federazione dei Liberali nata contestualmente, seguendo una strada autonoma che lo portò nell'area di centro-destra e a partecipare alle elezioni politiche del 1994 nell'ambito delle coalizioni del Polo delle Libertà e del Polo del Buon Governo. L'UdC ottenne quattro deputati (Costa, Alfredo Biondi, Enrico Nan, eletti col Polo delle Libertà, e Enzo Savarese, eletto col Polo del Buon Governo) e due senatori (Carlo Scognamiglio, già senatore liberale uscente e rieletto col Polo delle Libertà, e Luciano Garatti), che si iscrissero ai gruppi parlamentari di Forza Italia. Il progetto peraltro proprio dell'UdC - riorganizzare l'elettorato centrista orfano dei partiti tradizionali di governo - risultava ormai assorbito in quello forzista.
Alle successive elezioni europee presentò propri candidati all'interno di Forza Italia ed elesse come rappresentante Stefano De Luca. In seguito alla crisi del governo Berlusconi e della conseguente spaccatura dei gruppi parlamentari della Lega, alla Camera gli esponenti dell’UdC andarono a formare il Gruppo Federalisti e Liberaldemocratici con il Partito Federalista di Gianfranco Miglio.
Alle elezioni politiche del 1996 l'UdC si ripresentò nel Polo per le Libertà e vide la conferma dei parlamentari uscenti ad eccezione del non rieletto Garatti.
Il 30 novembre 1998 si trasformò  in associazione politica di liberali, mentre i suoi esponenti, tranne De Luca che non seguì il percorso berlusconiano verso il PPE, confluirono definitivamente in Forza Italia.

## Risultati elettorali
| Elezione       | Elezione     | Voti            | %               | Seggi   |
| -------------- | ------------ | --------------- | --------------- | ------- |
| Politiche 1994 | Camera       | Nel PdL e PdBG  | Nel PdL e PdBG  | 4 / 630 |
| Politiche 1994 | Senato       | Nel Polo        | Nel Polo        | 2 / 315 |
| Europee 1994   | Europee 1994 | In Forza Italia | In Forza Italia | 1 / 81  |
| Politiche 1996 | Camera       | Nel Polo        | Nel Polo        | 4 / 630 |
| Politiche 1996 | Senato       | Nel Polo        | Nel Polo        | 1 / 315 |